# Claudja Barry
Claudja Barry, (Jamaica, 1952) é uma cantora e atriz que já se apresentou nas versões europeias dos musicais Hair e Catch My Soul. Claudja emigrou com sua família para o Canadá aos seis anos e cresceu em Scarborough, Ontario. Foi integrante do grupo alemão Boney M entre 1975 e 1976.

## Discografia[2]

### Álbuns
- Sweet Dynamite Lollipop 1976
- The Girl Most Likely Lollipop 1977
- Claudja Salsoul 1978
- I Wanna Be Loved By You Lollipop 1978
- Feel The Fire Hot Productions 1980
- Made in Hong Kong Hot Productions 1981
- If I Do It To You Ensign (UK)1985
- I, Claudja Epic Records 1987
- The Best of Claudja Barry Hot Productions 1991
- Disco 'round the Christmas Tree 1995